# كناية (بيان)
الكناية عند أهل البيان لفظ قصد بمعناه معنى ثان ملزوم له أي لفظ استعمل في معناه الموضوع له لكن لا ليتعلّق به الإثبات والنفي ويرجع إليه الصدق والكذب، بل لينتقل منه إلى ملزومه فيكون هذا مناط الإثبات والنفي ومرجع الصدق والكذب. وعند النحاة أن يعبّر عن شيء معيّن بلفظ غير صريح في الدلالة عليه لغرض من الأغراض كالإبهام على السامعين.